# Tringë Smajli
Tringë Smajli właśc. Tringë Smajl Martini Ivezaj, też jako: Yanitza, Tringa e Grudës (ur. 1880 w Hoti, Imperium Osmańskie, zm. 2 listopada 1917 tamże) – albańska działaczka narodowa, uczestniczka powstania przeciwko Turkom osmańskim.

## Życiorys
Była córką Smajla Martiniego, przywódcy albańskiego katolickiego klanu z rejonu Grudë (dzis. płd. wsch. Czarnogóra) i uczestnika Ligi Prizreńskiej. Ojciec Tringë Smajli został uwięziony w 1886 i osadzony w więzieniu w Anatolii, z którego nie powrócił. Dwaj bracia Tringë przyłączyli się do jednego z oddziałów Ligi Prizreńskiej i zginęli w walce z Turkami w roku 1883. Po śmierci braci, Tringë złożyła przysięgę, że nigdy nie wyjdzie za mąż i pomści swoich braci. Dołączyła do jednego z oddziałów powstańczych i wzięła udział w walkach z Turkami w roku 1911. 6 kwietnia 1911 uczestniczyła w bitwie pod Deçiq (Dušići). Działalność zbrojną kontynuowała także po ogłoszeniu niepodległości przez Albanię w listopadzie 1912. Jej postać uwieczniono w czasopiśmie „The New York Times”, który w 1911 określił ją mianem "albańskiej Joanny d'Arc". 

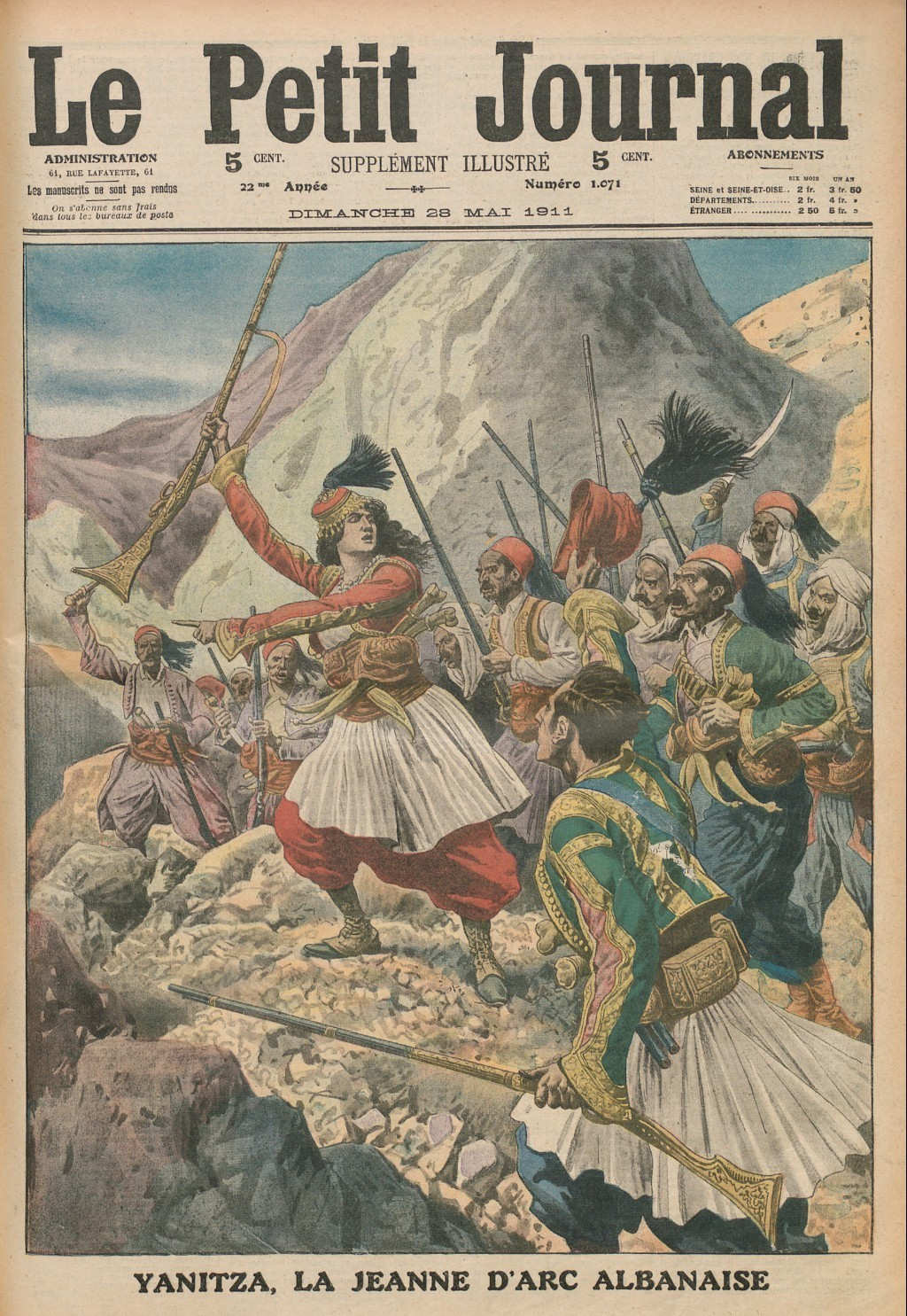
Tringë Smajli na okładce francuskiego pisma „La Petit Journal”

Zmarła 2 listopada 1917 i została pochowana w grobie rodzinnym we wsi Kshevë (dzis. Czarnogóra). W 1919 jej grób został zniszczony przez oddziały czarnogórskie.

## Pamięć
Pamięci Tringe Smajli poświęcony jest fragment epopei Lahuta e Malcis Gjergji Fishty. Imię Tringë Smajli noszą ulica w Prisztinie i w Petrovë, a także szkoła podstawowa w Grudë.